# Prümer Vertrag

Beteiligte des Prümer Vertrags
Prüm Konvention und Entscheider-Mitglieder
Prüm Entscheider-Mitglieder
Andere EU-Mitgliedstaaten
Nicht-EU-Mitgliedstaaten, aber Prüm-Mitglied
Nicht-EU-Mitgliedstaat, das einen Vertrag unterschrieben hat, beitreten zu wollen

Der Prümer Vertrag ist ein zwischenstaatliches Abkommen zwischen derzeit 13 Mitgliedstaaten der EU, das die grenzüberschreitende Zusammenarbeit und insbesondere den Informationsaustausch zwischen den Vertragsparteien zum Zweck der Verhinderung und Verfolgung von Straftaten verbessern soll.
Das Abkommen hat die amtliche Bezeichnung Vertrag über die Vertiefung der grenzüberschreitenden Zusammenarbeit, insbesondere zur Bekämpfung des Terrorismus, der grenzüberschreitenden Kriminalität und der illegalen Migration. In Österreich wird das Vertragswerk auch Schengen-III-Vertrag genannt. Es wurde am 27. Mai 2005 im rheinland-pfälzischen Prüm geschlossen. Signatarstaaten sind Belgien, Deutschland, Spanien, Frankreich, Luxemburg, die Niederlande und Österreich, dem Abkommen beigetreten sind bisher Bulgarien, Estland, Finnland, Rumänien, Slowakei und Ungarn. Die anderen EU-Mitgliedstaaten können dem Vertrag beitreten; sie sind dazu jedoch nicht verpflichtet. Der Vertrag von Prüm ist kein EU-Abkommen.

## Datenaustausch
Der Prümer Vertrag sieht vor, dass Polizei- und Strafverfolgungsbehörden direkt auf bestimmte Datenbanken zugreifen können, die von den Behörden der anderen Vertragsstaaten geführt werden. Die Zugriffsberechtigung erstreckt sich auf
- DNA-Analyse-Dateien (in Deutschland: die DNA-Datenbank des Bundeskriminalamts)
- Datenbanken mit elektronisch gespeicherten Fingerabdrücken (in Deutschland: das Automatisierte Fingerabdruckidentifizierungssystem AFIS)
- elektronische Register mit Kraftfahrzeug- und Kraftfahrzeughalterdaten (in Deutschland: das Zentrale Fahrzeugregister des Kraftfahrt-Bundesamts)

Die Daten- und Informationsübermittlungen werden durch so genannte Nationale Kontaktstellen durchgeführt. Dies sind in Deutschland das Bundeskriminalamt (für DNA-Analyse-Daten und Fingerabdrücke) und das Kraftfahrt-Bundesamt (für Kraftfahrzeugdaten).

## Weitere Regelungsinhalte
Der Prümer Vertrag enthält daneben
- Maßnahmen zur Verhinderung terroristischer Straftaten (Informationsübermittlung, Einsatz von Flugsicherheitsbegleitern)[1]
- Maßnahmen zur Bekämpfung der illegalen Migration (Einsatz von Dokumentenberatern, Unterstützung bei Rückführungen)[1]
- Regelungen zu weiteren Formen der Zusammenarbeit (gemeinsame Polizeieinsätze, Nacheile, Hilfe bei Großereignissen, Katastrophen und schweren Unglücksfällen mit transnationalen Auswirkungen, Zusammenarbeit auf Ersuchen) und
- Bestimmungen zum Datenschutz
- Entsendung von Polizisten in andere Länder, die besonders oft durch eigene Touristen besucht werden (z. B. deutsche Polizisten im Einsatz auf Mallorca)[2]

Der Vertrag enthält somit sowohl Bestimmungen, die dem Gemeinschaftsrecht (u. a. Einsatz von Flugsicherheitsbegleitern, Maßnahmen zur Bekämpfung der illegalen Migration) zuzurechnen sind, als auch Bestimmungen zur zwischenstaatlichen Zusammenarbeit (u. a. grenzüberschreitende polizeiliche Zusammenarbeit).

## Erste Erfahrungen und Erfolge
Gegenwärtig können die Prüm-Partner Deutschland, Österreich, Belgien, Luxemburg und Spanien als weltweit erste Staaten ihre DNA-Datenbanken abgleichen. Dies erleichtert die Polizeiarbeit dahingehend, dass die DNA-Daten innerhalb weniger Minuten verfügbar sind. Zur Gewährleistung eines hohen Datenschutzstandards wird dieser Abruf nur mit anonymisierten Indexdateien vorgenommen, dem so genannten hit-/ no-hit-Verfahren. Nach diesem Verfahren erhält die abfragende Polizeidienststelle nur die Mitteilung, ob zu dem gesuchten Profil ebenfalls Daten beim anderen Vertragsstaat vorhanden sind oder nicht. Um weitergehende Informationen, etwa zur Identität der Person, zu erhalten, müssen die Dienststellen in Kontakt treten bzw. ein Rechtshilfeersuchen einleiten.
Der DNA-Abgleich von offenen Spuren zwischen Deutschland und Österreich hat bislang in Deutschland zu knapp 100 Treffern mit österreichischen Datensätzen und umgekehrt zu gut 1.500 Treffern in Österreich mit deutschen Datensätzen geführt. Es wurden mittlerweile über 40 Treffer im Bereich der Totschlags- beziehungsweise Morddelikte erzielt.
Seit Februar 2008 tauschen Deutschland, Luxemburg und Österreich daneben als weltweit erste Staaten im automatisierten Verfahren auch Fingerabdruckdaten aus. Die drei Staaten gewähren sich wechselseitig Zugriff auf ihre nationalen Fingerabdruckdatenbanken. Die Polizeibehörden erhalten innerhalb weniger Minuten einen Hinweis, ob zu dem eingegebenen Fingerabdruckprofil ebenfalls Erkenntnisse im anderen Staat vorliegen. Auch dieser Abruf erfolgt über das so genannte hit-/ no-hit-Verfahren.

## Datenschutz
Bescheinigte der damalige Bundesbeauftragte für den Datenschutz und die Informationsfreiheit Peter Schaar dem Vertrag 2006 noch „insgesamt gesehen […] einen hohen datenschutzrechtlichen Standard“, der gleichwohl noch verbesserungswürdig sei, so werden in jüngerer Zeit zunehmend datenschutzrechtliche Bedenken gegenüber der Praxis des Datenaustausches auf Grundlage des Prümer Vertrages laut. In seiner Stellungnahme zur geplanten Überführung des Vertrages in EU-Recht forderte das EU-Parlament die EU-Innenminister dazu auf, beim grenzüberschreitenden Austausch von Polizeidaten den Datenschutz stärker zu berücksichtigen. In seinen Änderungsvorschlägen zum Vertrag forderte das EU-Parlament, ein „angemessenes Datenschutzniveau“ für die sensiblen persönlichen Daten zu gewährleisten, die im Rahmen des Prümer Vertrages übermittelt werden. Der oberste EU-Datenschützer, Peter Hustinx, kritisierte anlässlich seines Tätigkeitsberichts für das Jahr 2007 den laxen Umgang der EU-Innenminister mit persönlichen Daten insbesondere bei der Durchsetzung des Vertrags von Prüm.
Zu seinem Inkrafttreten muss der Vertrag von den beteiligten Staaten ratifiziert werden.
In Deutschland ist der Prümer Vertrag durch das Gesetz vom 10. Juli 2006, veröffentlicht im Bundesgesetzblatt Jahrgang 2006, Teil I, S. 1458–1460, umgesetzt worden.

## Überführung in den Rechtsrahmen der Europäischen Union
Die Justiz- und Innenminister der Mitgliedstaaten der Europäischen Union haben am 15. Februar 2007 beschlossen, die Regelungen des Prümer Vertrags in das EU-Recht zu überführen. Auf der Tagung des Rates am 12./13. Juni 2007 erging seitens der Innen- und Justizminister die politische Einigung für einen Beschluss über die Überführung der wesentlichen Vertragsregeln des Prümer Vertrags in den Rechtsrahmen der EU.
Bei der von den Vertragsstaaten vorrangig angestrebten identischen Übertragung aller Vertragsbestimmungen wären mehrere Rechtsakte nötig gewesen, die für die Inhalte der 1. Säule mangels eines Initiativrechts der Mitgliedstaaten in diesem Bereich nur durch die Kommission hätten initiiert werden können. Für die konkrete Umsetzung wurde daher durch den Rat am 23. Juni 2008
- ein Ratsbeschluss zu den Regelungen der 3. Säule verabschiedet,[9]
- während für die Bestimmungen, die der 1. Säule zuzurechnen sind, künftig weiter zwischen den Signatarstaaten sowie den Beitrittsstaaten der Vertrag anzuwenden sein wird, weil derzeit nicht abzusehen ist, ob und wann die Kommission von ihrem (alleinigen) Initiativrecht Gebrauch macht.

Damit wurden vor allem die für die polizeiliche Zusammenarbeit relevanten Inhalte (DNA-, Fingerabdruck- und Zentrale-Fahrzeugregister-Datenaustausch, Austausch von Informationen im Zusammenhang mit Großveranstaltungen und Informationsaustausch über terroristische Gefährder sowie wesentliche Vertragsteile bzgl. der Verbesserung der polizeilichen Zusammenarbeit) in den Rechtsrahmen der EU überführt.
Aufgrund der besonderen Situation zwischen dem Vereinigten Königreich und Irland konnte die kontrovers diskutierte Überführung von Art. 25 des Prümer Vertrags (Maßnahmen bei gegenwärtiger Gefahr: Beamte einer Vertragspartei hätten in dringenden Eilfällen ohne vorherige Zustimmung der anderen Vertragspartei die gemeinsame Grenze überschreiten dürfen, um im grenznahen Raum vorläufige Maßnahmen zur Abwehr einer gegenwärtigen Gefahr für Leib oder Leben zu treffen) nicht umgesetzt werden. Damit fand diese erstmals im deutsch-österreichischen Polizei- und Justizvertrag festgeschriebene und im Prümer Vertrag „kopierte“ Regelung auf europäischer Ebene (noch) keine allgemeine Zustimmung. Für alle Prüm-Vertragsstaaten ist diese Regelung jedoch in vollem Umfang anwendbar.

## Kritik
Kritiker sehen in dem Vertrag, der zwar nur zwischen einzelnen Staaten geschlossen wird, aber anschließend in EU-Recht aufgenommen werden soll, eine Umgehung des EU-Parlaments. Außerdem verpflichten sich die Staaten, auch dann Daten an andere Staaten weiterzugeben, wenn die jeweiligen Handlungen im eigenen Land keinen Straftatbestand erfüllen.